# Ирменское сражение
Ирменское сражение — окончательный разгром войск хана Кучума русским отрядом письменного головы Андрея Воейкова 20 августа 1598 года.

## Предшествующие события
После уничтожения отряда Ермака хан Сибирского ханства Кучум вновь сумел во многом восстановить своё могущество и обложить данью значительные территории Западной Сибири. Русское правительство перешло к тактике последовательного продвижения вглубь Сибири с закреплением занятых территорий путём строительства укрепленных острогов и городов. На протяжении 15 лет Кучум вёл активные боевые действия с русскими отрядами, сам пытался захватывать русские остроги, но безуспешно.
Летом 1598 года по указу царя Бориса Годунова Тарский воевода Степан Васильевич Кузьмин-Короваев снарядил отряд под командованием письменного головы Андрея Матвеевича Воейкова в 700 стрельцов и казаков и в 300 служилых татар «в поход за царем Кучумом». Известно, что в отряде Воейкова находился соратник погибшего Ермака атаман Иван Гроза (по данным Г. Ф. Миллера, бывшего в отряде сподвижника Ермака звали Г. Иванов).

## Бой
Находясь в районе озера Убинское, Воейков от захваченных воинов Кучума получил сведения о местонахождении становища Кучума, где «у него хлеб сеян». Во главе конного отряда в 405 (по другим сведениям в 397) человек, включая 140 «служилых татар»), А. М. Воейков за 5 дней преодолел около 400 километров, обнаружил и внезапно атаковал укреплённый ханский стан у места впадения речки Ирмень в Обь (в настоящее время окрестности села Верх-Ирмень Ордынского района Новосибирской области), в котором находилось около 500 воинов Кучума.
Бой продолжался с восхода 20 августа до полудня, носил ожесточённый характер. Стан был взят приступом, остатки отряда Кучума прижаты к берегу Оби. По донесению («отписке») Воейкова, погибли в бою брат Кучума Илиден, сын Арслан и двое внуков Кучума, шесть князей, пятнадцать мурз и около 200—300 татарских воинов (часть утонула в Оби при попытке спастись вплавь — казаки стреляли по плывущим вслед, а до 50 пленных Воейков приказал «переколоть или повесить»). В плен попали пять младших сыновей хана (Шаим, Асманак, Бабадшах, Кумыш и Молла), восемь жён из его гарема с шестью дочерьми, пять приближённых хана, 150 воинов. Родственники Кучума были отправлены в Москву к царю Борису Годунову, который поселил их там и повелел выдавать «безбедное содержание».
Согласно «Ремезовской летописи», победители «и с полученным богатством и со скотом возвратились здравы. И немногие ранены были, и не убит ни один человек».
Однако самому хану с отрядом в 50 воинов удалось прорваться. Через несколько дней погони этот отряд был настигнут казаками и перебит в районе будущей деревни Нижнечёмской (ныне микрорайон ОбьГЭС в составе Советского района Новосибирска), но Кучум и на этот раз сумел спастись. Он с несколькими людьми кочевал по Алтаю и кузнецким лесам, утратив всяческую власть, вскоре погиб в стычке с местными племенами или с бухарцами.
Андрей Войков за эту победу был награждён царём Борисом Годуновым деньгами и более чем двойным увеличением поместного оклада, награждены «золотом» и отличившиеся в сражении стрельцы и казаки.

## Значение
Это небольшое по своим масштабам сражение (менее 1000 участников с обеих сторон) имело громадные последствия. Владычество Кучума было полностью утрачено, от него отошли и присягнули на верность русскому царю все западно-сибирские кочевые и оседлые племена. Сибирское ханство перестало существовать фактически, а через несколько лет, после смерти последнего сына Кучума — и номинально. Огромная территория от Урала до Оби вошла в состав Русского государства, которое перешло к дальнейшему стремительному продвижению на восток.
Ирменское сражение — единственное исторически достоверное сражение на территории Новосибирской области, не считая событий Гражданской войны в России. В настоящее время место битвы затоплено Новосибирским водохранилищем. На его берегу у места битвы в 1993 году установлен памятный знак. Туда водят отдыхающих с базы отдыха «Турград». 20 августа 2014 года у места битвы был открыт мемориал участникам сражения.